# Campeonato Panamericano de Gimnasia
La Unión Panamericana de Gimnasia (UPAG) organiza los Campeonatos Panamericanos de Gimnasia en diferentes disciplinas de gimnasia: gimnasia artística, gimnasia rítmica, gimnasia acrobática, gimnasia en trampolín y tumbling, así como gimnasia aeróbica. 

## Eventos de élite

### Gimnasia artística
| Año  | Evento                                                | Sede           | Ref.        |
| ---- | ----------------------------------------------------- | -------------- | ----------- |
| 1997 | Campeonato Panamericano de Gimnasia de 1997           | Medellín       | [ 2 ]       |
| 2001 | Campeonato Panamericano de Gimnasia de 2001           | Cancún         | [ 3 ]       |
| 2004 | Campeonato Panamericano de Gimnasia Artística de 2004 | Maracaibo      | [ 4 ]       |
| 2005 | Campeonato Panamericano de Gimnasia de 2005           | Río de Janeiro | [ 5 ]       |
| 2008 | Campeonato Panamericano de Gimnasia Artística de 2008 | Rosario        | [ 6 ] [ 7 ] |
| 2010 | Campeonato Panamericano de Gimnasia de 2010           | Guadalajara    | [ 8 ]       |
| 2012 | Campeonato Panamericano de Gimnasia Artística de 2012 | Medellín       | [ 9 ]       |
| 2013 | Campeonato Panamericano de Gimnasia Artística de 2013 | San Juan       | [ 10 ]      |
| 2014 | Campeonato Panamericano de Gimnasia de 2014           | Mississauga    | [ 11 ]      |
| 2016 | Campeonato Panamericano de Gimnasia Artística de 2016 | Sucre          | [ 12 ]      |
| 2017 | Campeonato Panamericano de Gimnasia Artística de 2017 | Lima           | [ 13 ]      |
| 2018 | Campeonato Panamericano de Gimnasia de 2018           | Lima           | [ 13 ]      |
| 2021 | Campeonato Panamericano de Gimnasia de 2021           | Rio de Janeiro | [ 14 ]      |
| 2022 | Campeonato Panamericano de Gimnasia de 2022           | Rio de Janeiro | [ 15 ]      |
| 2023 | Campeonato Panamericano de Gimnasia Artística de 2023 | Medellín       | [ 16 ]      |

### Gimnasia rítmica
| Año  | Evento                                      | Sede        | Ref.   |
| ---- | ------------------------------------------- | ----------- | ------ |
| 1997 | Campeonato Panamericano de Gimnasia de 1997 | Medellín    | [ 2 ]  |
| 2001 | Campeonato Panamericano de Gimnasia de 2001 | Cancún      | [ 3 ]  |
| 2005 | Campeonato Panamericano de Gimnasia de 2005 | Vitória     | [ 5 ]  |
| 2010 | Campeonato Panamericano de Gimnasia de 2010 | Guadalajara | [ 8 ]  |
| 2014 | Campeonato Panamericano de Gimnasia de 2014 | Mississauga | [ 11 ] |

### Trampolín y tumbling
| Año  | Edición | Evento                                                  | Sede          | Ref.   |
| ---- | ------- | ------------------------------------------------------- | ------------- | ------ |
| 2004 | I       | Campeonato Panamericano de Trampolín y Tumbling de 2004 | Tampa         | [ 17 ] |
| 2006 | II      | Campeonato Panamericano de Trampolín y Tumbling de 2006 | Monterrey     | [ 18 ] |
| 2008 | III     | Campeonato Panamericano de Trampolín y Tumbling de 2008 | Buenos Aires  | [ 6 ]  |
| 2010 | IV      | Campeonato Panamericano de Trampolín y Tumbling de 2010 | Daytona Beach | [ 8 ]  |
| 2012 | V       | Campeonato Panamericano de Trampolín y Tumbling de 2012 | Querétaro     | [ 19 ] |
| 2014 | VI      | Campeonato Panamericano de Gimnasia de 2014             | Mississauga   | [ 11 ] |
| 2016 | VII     | Campeonato Panamericano de Trampolín y Tumbling de 2016 | Cochabamba    | [ 12 ] |

### Gimnasia aeróbica
| Año  | Edición | Evento                                               | Sede               | Ref.   |
| ---- | ------- | ---------------------------------------------------- | ------------------ | ------ |
| 1999 | I       | Campeonato Panamericano de Gimnasia Aeróbica de 1999 | Mérida             | [ 20 ] |
| 2001 | II      | Campeonato Panamericano de Gimnasia Aeróbica de 2001 | Santiago de Chile  | [ 20 ] |
| 2005 | III     | Campeonato Panamericano de Gimnasia Aeróbica de 2005 | Ciudad de México   | [ 20 ] |
| 2006 | IV      | Campeonato Panamericano de Gimnasia Aeróbica de 2006 | San Cristóbal      | [ 20 ] |
| 2007 | V       | Campeonato Panamericano de Gimnasia Aeróbica de 2007 | Morelos            | [ 20 ] |
| 2009 | VI      | Campeonato Panamericano de Gimnasia Aeróbica de 2009 | Morelos            | [ 20 ] |
| 2010 | VII     | Campeonato Panamericano de Gimnasia Aeróbica de 2010 | Balneário Camboriú | [ 8 ]  |
| 2011 | VIII    | Campeonato Panamericano de Gimnasia Aeróbica de 2011 | San Felipe         | [ 21 ] |
| 2012 | IX      | Campeonato Panamericano de Gimnasia Aeróbica de 2012 | Acapulco           | [ 19 ] |
| 2013 | X       | Campeonato Panamericano de Gimnasia Aeróbica de 2013 | Santiago de Chile  | [ 20 ] |
| 2015 | XI      | Campeonato Panamericano de Gimnasia Aeróbica de 2015 | Morelos            | [ 22 ] |
| 2016 | XII     | Campeonato Panamericano de Gimnasia Aeróbica de 2016 | Lima               | [ 23 ] |

### Gimnasia acrobática
| Año  | Edición | Evento                                                 | Sede   | Ref.   |
| ---- | ------- | ------------------------------------------------------ | ------ | ------ |
| 2015 | I       | Campeonato Panamericano de Gimnasia Acrobática de 2015 | Caguas | [ 24 ] |

## Medallero

### Gimnasia artística
eventos de élite (1997–2014)
| Núm.  | País                 | Oro | Plata | Bronce | Total |
| ----- | -------------------- | --- | ----- | ------ | ----- |
| 1     | Estados Unidos       | 39  | 32    | 12     | 83    |
| 2     | Cuba                 | 18  | 18    | 11     | 47    |
| 3     | Brasil               | 15  | 18    | 28     | 61    |
| 4     | Venezuela            | 10  | 13    | 8      | 31    |
| 5     | Colombia             | 7   | 7     | 7      | 21    |
| 6     | México               | 7   | 3     | 4      | 14    |
| 7     | Puerto Rico          | 6   | 11    | 13     | 30    |
| 8     | Argentina            | 2   | 6     | 9      | 17    |
| 9     | Canadá               | 2   | 5     | 8      | 15    |
| 10    | Chile                | 2   | 3     | 3      | 8     |
| 11    | Guatemala            | 2   | 1     | 0      | 3     |
| 12    | Perú                 | 1   | 0     | 1      | 2     |
| 13    | República Dominicana | 1   | 0     | 0      | 1     |
| Total | Total                | 112 | 117   | 104    | 333   |

## Eventos juveniles
| Año  | Evento                                                                   | Ubicación           | Disciplinas                            | Ref.   |
| ---- | ------------------------------------------------------------------------ | ------------------- | -------------------------------------- | ------ |
| 1988 | Campeonato Panamericano de Gimnasia Juvenil de 1988                      | Ponce               | Gimnasia artística                     | [ 25 ] |
| 1990 | Campeonato Panamericano de Gimnasia Juvenil de 1988                      | Tallahassee         | Gimnasia artística                     | [ 26 ] |
| 1993 | Campeonato Panamericano de Gimnasia Juvenil de 1993                      | Monterrey           | Gimnasia artística                     | [ 27 ] |
| 1995 | Campeonato Panamericano de Gimnasia Juvenil de 1995                      | Ciudad de Guatemala | Gimnasia artística                     | [ 28 ] |
| 1998 | Campeonato Panamericano de Gimnasia Juvenil de 1998                      | Houston             | Gimnasia artística                     | [ 29 ] |
| 2000 | Campeonato Panamericano de Gimnasia Juvenil de 2000                      | Curitiba            | Gimnasia artística                     | [ 30 ] |
| 2002 | Campeonato Panamericano de Gimnasia Juvenil de 2002                      | Santo Domingo       | Gimnasia artística\|                   |        |
| 2004 | Campeonato Panamericano de Gimnasia Juvenil de 2004                      | San Salvador        | Gimnasia artística, Gimnasia rítmica   | [ 32 ] |
| 2006 | Campeonato Panamericano de Gimnasia Artística Juvenil de 2006            | Quebec              | Gimnasia artística                     | [ 33 ] |
| 2006 | Campeonato Panamericano de Trampolín y Tumbling de 2006                  | Monterrey           | Trampolín                              | [ 34 ] |
| 2007 | Campeonato Panamericano de Gimnasia Juvenil de 2007                      | Ciudad de Guatemala | Gimnasia artística                     | [ 35 ] |
| 2009 | Campeonato Panamericano de Gimnasia Rítmica Juvenil de 2009              | La Habana           | Gimnasia rítmica                       | [ 36 ] |
| 2009 | Campeonato Panamericano de Gimnasia Artística Juvenil de 2009            | Aracaju             | Gimnasia artística                     | [ 36 ] |
| 2012 | Campeonato Panamericano de Gimnasia Aeróbica de 2012                     | Acapulco            | Gimnasia aeróbica                      | [ 19 ] |
| 2012 | Campeonato Panamericano de Gimnasia Artística Individual Juvenil de 2012 | Medellín            | Gimnasia artística                     | [ 9 ]  |
| 2014 | Campeonato Panamericano de Gimnasia Juvenil de 2014                      | Daytona Beach       | Gimnasia rítmica, trampolín y tumbling | [ 11 ] |
| 2014 | Campeonato Panamericano de Gimnasia Artística Juvenil de 2014            | Aracaju             | Gimnasia artística                     | [ 11 ] |
| 2015 | Campeonato Panamericano de Gimnasia Acróbatica de 2015                   | Caguas              | Gimnasia acrobática                    | [ 24 ] |
| 2016 | Campeonato Panamericano de Gimnasia Artística Individual Juvenil de 2014 | Sucre               | Gimnasia artística                     | [ 12 ] |